# George Spencer-Churchill, 5:e hertig av Marlborough
George Spencer-Churchill, 5:e hertig av Marlborough, född 6 mars 1766, död 5 mars 1840 på Blenheim Palace, var en brittisk ädling.

## Biografi
George Spencer-Churchill var son till George Spencer, 4:e hertig av Marlborough (1739–1817).
Spencer-Churchill var parlamentsledamot mellan 1790 och 1796 och 1802–1806. Han var vidare medlem av Society of Antiquaries från 1803. Han var också Lord of the Treasury mellan 1804 och 1806.
Han var berömd för sitt stora bibliotek och extravaganta levnadssätt.

### Familj
Spencer-Churchill gifte sig i London 1791 med Lady Susan Stewart (1767–1841), dotter till John Stewart, 7:e earl av Galloway.
De hade flera söner:
- George Spencer-Churchill, 6:e hertig av Marlborough (1793–1857); gift 1:o 1819 med Lady Jane Stewart (1798–1844); gift 2:o med Hon Charlotte Augusta Flower (1818–1850); gift 3:e gången med Jane Frances Clinton Stewart (1817–1897)
- Lord Charles Spencer-Churchill (1794–1840)
- Lord George Henry Spencer-Churchill (1796–1828)